# Bahnhof Bellheim
Der Bahnhof Bellheim ist der wichtigste Haltepunkt der rheinland-pfälzischen Ortsgemeinde Bellheim. Er verfügt über zwei Bahnsteiggleise. Der Haltepunkt liegt im Verbundgebiet des Karlsruher Verkehrsverbundes (KVV) und gehört zur Tarifzone 565. Seit 2001 werden im Zuge eines Übergangstarifes ebenfalls Karten des Verkehrsverbundes Rhein-Neckar (VRN) anerkannt. Seine Anschrift lautet Bahnhofstraße 8.
Der Haltepunkt liegt an der Bahnstrecke Schifferstadt–Wörth und wurde am 25. Juli 1876 mit Eröffnung des Streckenabschnittes von Germersheim nach Wörth in Betrieb genommen. Betrieblich ist er inzwischen nur noch ein Haltepunkt. Ende 2010 folgte die Integration des Haltepunktes in das Netz der Stadtbahn Karlsruhe. Da gleichzeitig ein neuer Haltepunkt innerhalb von Bellheim eröffnet wurde, wird er seitdem auch als Bellheim Bahnhof bezeichnet, u. a. bei den Bandansagen der Karlsruher Stadtbahn.

## Lage
Der Bahnhof befindet sich am südöstlichen Ortsrand von Bellheim.

## Geschichte

### Bahnprojekte rund um Bellheim
Ursprünglich war geplant, innerhalb des zu Bayern gehörenden Rheinkreises zuerst eine Bahnstrecke in Nord-Süd-Richtung von der Rheinschanze über Lauterbourg bis nach Strasbourg in Betrieb zu nehmen, die mit der von Baden projektierten Strecke Mannheim–Basel konkurrieren sollte. Diese wurde jedoch zugunsten der im Zeitraum von 1847 bis 1849 eröffneten Pfälzischen Ludwigsbahn Ludwigshafen–Bexbach zurückgestellt. In der Folgezeit liefen Diskussionen, ob eine Strecke am Gebirge von Neustadt über Landau nach Wissembourg oder eine Strecke am Rhein entlang über Speyer, Germersheim und Wörth dringender und wünschenswerter sei. Da vor allem das Militär eine Streckenführung am Rande des Pfälzerwaldes bevorzugt hatte, erhielt eine solche in Form der Maximiliansbahn Neustadt–Wissembourg den Vorzug.
1864 wurde die 1847 eröffnete Speyerer Strecke bis nach Germersheim verlängert. Daraufhin liefen Planungen, eine strategische Querverbindung zwischen den Festungen Germersheim und Landau herzustellen. Von insgesamt vier Varianten sollten zwei südlich der Queich über Bellheim und Offenbach verlaufen. Vor allem der Stadtrat von Landau machte sich für eine Trasse über Bellheim stark. Dennoch wurde eine Streckenführung nördlich des Flusses über Westheim, Ober- und Niederlustadt und Zeiskam realisiert.
In den Jahren 1863 und 1864 strengte ein Lokalkomitee aus dem benachbarten Rülzheim, dem unter anderem Vertreter aus Bellheim angehörten, eine Verlängerung der in Germersheim endenden Strecke bis nach Wörth an, woraus wenig später ein erster Entwurf über Bellheim resultierte.

### Weitere Entwicklung
1922 erfolgte die Eingliederung des Bahnhofs in die neu gegründete Reichsbahndirektion Ludwigshafen. Im Zuge deren Auflösung zum 1. April 1937 wechselte er in den Zuständigkeitsbereich der Mainzer Direktion.
Die Deutsche Bundesbahn gliederte den Bahnhof nach dem Zweiten Weltkrieg in die Bundesbahndirektion Mainz ein, der alle Bahnstrecken innerhalb des neu geschaffenen Bundeslandes Rheinland-Pfalz unterstanden. Zum 12. November 1962 wurde hier ein Drucktastenstellwerk in Betrieb genommen. 1971 gelangte die Station mit der Auflösung der Mainzer Direktion in den Zuständigkeitsbereich Bundesbahndirektion Karlsruhe. In den 1990er Jahren wurde der Bahnhof zu einem Haltepunkt zurückgebaut. Mitte Dezember 2010 wurde er in das Netz der Stadtbahn Karlsruhe integriert. Im Zuge dessen wurde der Inselbahnsteig durch Seitenbahnsteige ersetzt.

## Empfangsgebäude

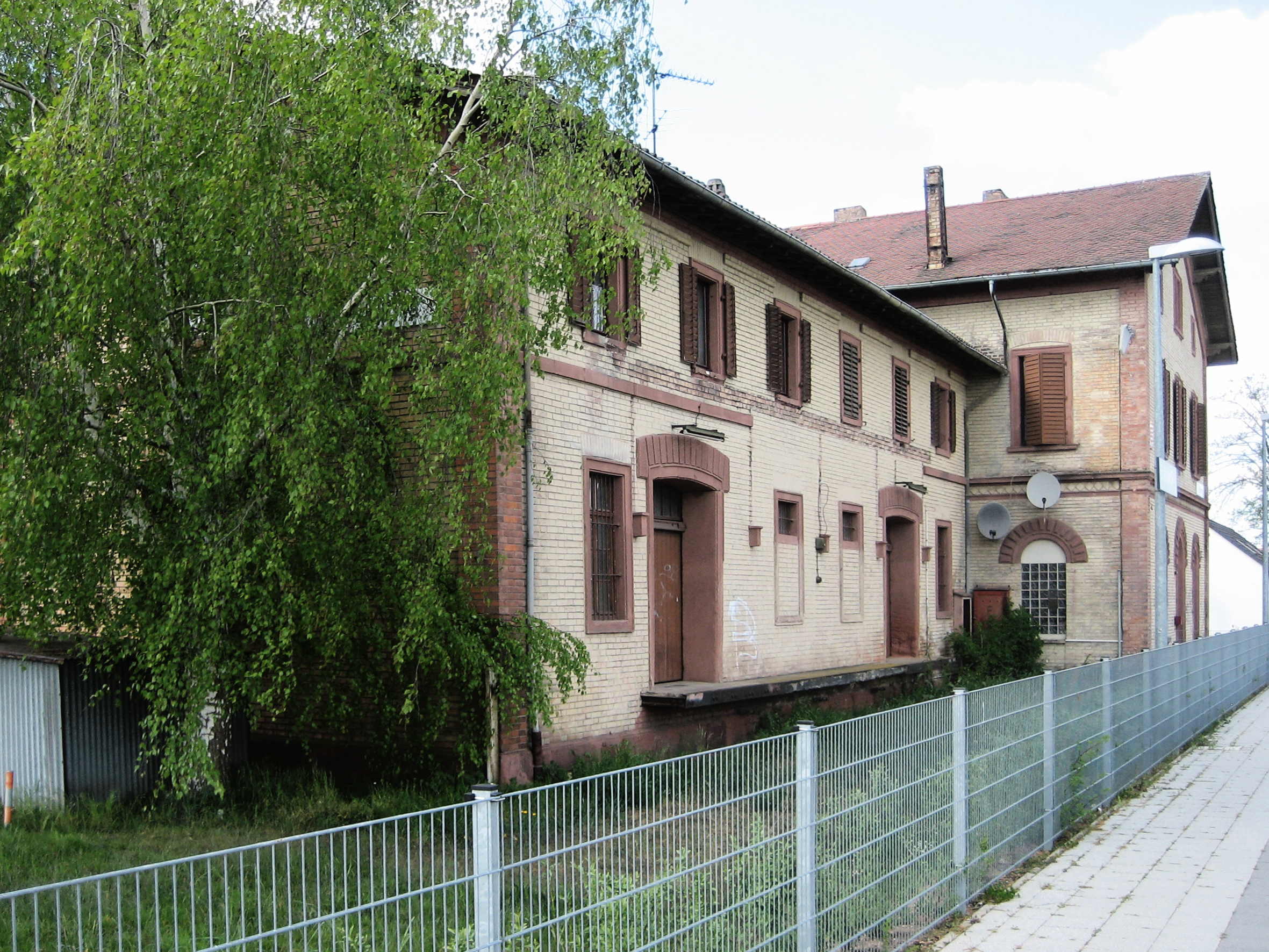
Empfangsgebäude

Beim früheren Empfangsgebäude, das um 1870 errichtet wurde, handelt es sich um einen sogenannten „Typenbau“ aus Backstein. Es stammt aus der Eröffnungszeit des Bahnhofs und steht unter Denkmalschutz. Für den Bahnbetrieb besitzt es inzwischen keine Bedeutung mehr.

## Verkehr
Der Bahnhof wird im Halbstundentakt bedient. Einmal pro Stunde verkehrt die Linie S 51 der Stadtbahn Karlsruhe, die am Bahnhof Germersheim beginnt und in die Karlsruher Innenstadt führt. Zeitlich versetzt verkehrt einmal pro Stunde die Linie S 3 der S-Bahn Rhein-Neckar, welche vom Karlsruher Hauptbahnhof über Wörth, Germersheim, Speyer, Ludwigshafen, Mannheim, Heidelberg und Bruchsal nach Karlsruhe verkehrt. Zusätzlich verkehrt in den Hauptverkehrszeiten die S 52 der Stadtbahn Karlsruhe. Die S 52 folgt bis kurz vor dem Karlsruher Hauptbahnhof der Bahnstrecke Winden–Karlsruhe, um über die neu gebaute Rampe am Albtalbahnhof ins Straßenbahnnetz zu gelangen. Die S 51 verlässt die Strecke östlich von Maxau, um anschließend als Straßenbahn durch den Karlsruher Stadtteil Knielingen und von dort aus weiter in die Innenstadt zu verlaufen. (Stand 2024)
Früher besaß der Bahnhof Bellheim ein Anschlussgleis in ein NATO-Tanklager und eines in die Büromöbelfabrik Kardex, welche heute beide abgebaut sind.